# 密西西比領地
密西西比領地（英語：Mississippi Territory）是美國歷史上的一個合併建制領土，存在於1798年4月7日至1817年12月10日之間，之後升格為美國第20個州密西西比州。在升格為州之前的9個月的1817年3月3日時，密西西比領地的東半部分出了阿拉巴馬領地。